# L'isola dei sogni
L'isola dei sogni è un film del 2006 diretto da José Bojorquez e interpretato da Sônia Braga.

## Trama
Su un'isola si trova un villaggio pieno di romanticismo, meraviglia e mistero, un luogo senza tempo dove le persone portano forti convinzioni che possono soddisfare i desideri più profondi del cuore. Una giovane donna, Grecia, conosce meglio di chiunque altro i poteri del mare. In giovane età ha perso i genitori in mare e da allora è stata cresciuta dalla nonna. Incontra i due fratelli Benjamin e Sebastian. Quando Benjamin annega in circostanze sospette, Grecia viene incolpata e ostracizzata da tutti gli abitanti del villaggio.